# Northampton (contea di Bucks)
Northampton  è una township degli Stati Uniti d'America, nella contea di Bucks nello Stato della Pennsylvania. Secondo il censimento del 2010 la popolazione è di 39.726 abitanti.

## Società

### Evoluzione demografica
La composizione etnica vede una maggioranza di quella bianca (97,01%), seguita dagli afroamericani (1,80%) dati del 2000.
| township di Northampton Popolazione |        |
| 2000                                | 39.384 |
| 2010                                | 39.726 |